# Bützow
Bützow (česky zastarale Bojcov) je město v zemském okrese Rostock v německé spolkové zemi Meklenbursko-Přední Pomořansko.

## Název
Název je slovanského původu, první pojmenování z roku 1171 znělo Butissowe či Butessowe, což je odvozeno od polabského jména Bytiš či Budiš.

## Historie
Bützow byl založen v roce 1171. V roce 1236 získal městská práva. Roku 1556 byl postaven nový zámek, kde v letech 1760–1789 sídlila pobočka Universität Rostock. V roce 1850 byla postavena železnice do Rostocku, Schwerinu a Güstrowa. V letech 1815–1918 náleželo k vévodství Mecklenburg-Schwerin.
6. května 2015 město zasáhlo tornádo, které poničilo řadu budov, včetně místní nemocnice.

## Přírodní poměry
Město leží mezi řekou Varnava a jezerem Bützower See při ústí řeky Nebel. Nachází se 30 km jižně od Rostocku, 15 km západně od města Güstrow a 35 km východně od Wismaru.

## Obyvatelstvo
| Rok          | 1890 | 1910 | 1989  | 2000 | 2006 | 2009 | 2012 |
| ------------ | ---- | ---- | ----- | ---- | ---- | ---- | ---- |
| Obyvatelstvo | 5323 | 5874 | 10650 | 8772 | 7906 | 7732 | 7635 |

## Hospodářství a doprava
Stojí tu nemocnice a největší věznice Meklenburska-Předního Pomořanska.
Poblíž města prochází dálnice A19 a A20. Nachází se zde železniční stanice, prochází tudy dvě železniční tratě (Hamburk – Schwerin – Bad Kleinen – Bützow – Rostock) a (Bützow – Güstrow – Neubrandenburg – Pasewalk – Štětín).

## Školství, kultura a sport
Nachází se zde 12 jeslí a mateřských škol, dvě základní školy, gymnázium a další střední školy. Funguje tu městská knihovna a galerie Alte Molkerei. Ke sportu slouží sportovní haly, hřiště, tenisové kurty a Kanuclub na jezeře.

## Pamětihodnosti
- Zámek Bützow pochází z 13. století, v 16. století prošel renesanční přestavbou
- Kostel Panny Marie, svatého Jana a svaté Alžběty
- Radnice v letech 1848–1850 prošla novogotickou přestavbou. Před budovou od roku 1981 stojí kašna od Waltera Preika.
- Křivý dům (Krummes Haus), kde sídlí místní muzeum a městská knihovna
- Bronzová plastika Der Gefesselte od Siegfrieda Kreppa

## Partnerská města
- Eckernförde, Šlesvicko-Holštýnsko
- Sillamäe, Estonsko
- Straelen, Severní Porýní-Vestfálsko